# Auxêncio de Durostoro
Auxêncio de Durostoro (em latim: Auxentius), originalmente chamado Mercurino (em latim: Mercurinus), foi um clérigo cita do século IV, o pupilo do missionário Úlfilas, o "apóstolo dos godos".

## Vida
Pouco se sabe sobre sua vida. Era nativo da Cítia Menor e foi discípulo do ariano Úlfilas. Após a morte de Úlfilas em 383, escreveu um elogio no qual descreveu a vida e morte de seu mestre, bem como apontou as visões dele acerca da teologia trinitária e da consubstancialidade, à qual se opunha veementemente, entre as pessoas da trindade. Essa obra foi preservada pelo bispo ariano Maximino, que incluiu-o em 383 numa obra dirigida contra Ambrósio e o Concílio de Aquileia de 381.
Em 386, época na qual a porção ocidental do Império Romano era governada pela imperatriz viúva ariana Justina (r. 375–388) e seus respectivos afilhado e filho Graciano (r. 375–383) e Valentiniano II (r. 375–392), uma disputa eclodiu na corte imperial de Mediolano entre o clero niceno liderado por Ambrósio e o clero ariano liderado por Auxêncio. Nela, o campeão ariano da imperatriz desafiou Ambrósio para uma disputa pública na qual selecionaram-se os juízes cortesões favoritos de Justina e exigiu-se que a Basílica Porciana fosse entregue aos arianos.
Ambrósio e uma multidão de nicenos mediolanenses recusaram-se a ceder a igreja e trancaram-se no interior do templo, que foi sitiado. Apesar disso, posteriormente a imperatriz Justina abandonou a militância de Auxêncio e reconciliou-se com Ambrósio. Em ca. 400 ou um pouco antes, Auxêncio escreve uma carta preservada no De fide de Ambrósio, que elogia-o por sua habilidade retórica. Nela, Auxêncio faz menção ao partido ariano e as políticas da Igreja à época, bem como faz nova menção a seu mentor Úlfilas.